# Ghiacciaio Fahnestock
Il ghiacciaio Fahnestock (in inglese Fahnestock Glacier) è un ghiacciaio lungo circa 48 km situato sulla costa di Saunders, nella parte occidentale della Terra di Marie Byrd, in Antartide. Il ghiacciaio, il cui punto più alto si trova 340 m s.l.m., fluisce in direzione nord-ovest passando a ovest della dorsale di Hershey, fino ad andare ad alimentare la piattaforma glaciale Sulzberger.

## Storia
Il ghiacciaio Fahnestock è stato così battezzato dal Comitato consultivo dei nomi antartici in onore di Mark A. Fahnestock, membro della facoltà di geologia dell'Università del New Hampshire, che, a partire dagli anni ottanta, ha svolto diverse ricerche sui flussi di ghiaccio della Groenlandia e dell'Antartide Occidentale.